# Tom Clancy's Ghost Recon Breakpoint
Tom Clancy's Ghost Recon Breakpoint — відеогра в жанрі тактичного шутера, розроблена компанією Ubisoft Paris і видана Ubisoft. Була анонсована 9 травня і вийшла 4 жовтня 2019 року для платформ Windows, PlayStation 4 та Xbox One. 18 грудня 2019 року вийшла версія для Google Stadia. Гра є одинадцятою частиною франшизи і є сюжетним продовженням Tom Clancy's Ghost Recon Wildlands.
Дія гри розгортається у відкритому світі на вигаданому острові під назвою Ауроа в Тихому океані. Гравець бере на себе роль «Примари» Номада, відправленого на острів для розслідування серії заворушень, пов'язаних з технологією військових розробок Skell. Гра не досягла комерційного успіху, попри те, що станом на 1 січня 2020 року було продано 6 мільйонів копій на всіх платформах по всьому світу. Підтримка гри в режимі реального часу закінчилася 5 квітня 2022 року, незабаром після того, як Ubisoft додала в гру невзаємозамінні токени (NFT).

## Сеттинг
Події гри розгортаються в 2025 році, через шість років після подій Wildlands і один після подій Future Soldier. Сюжет розгортається на острові Ауроа на півдні Тихого океану, який належить мільярдеру та філантропу Джейсу Скеллу — засновнику та власнику «Skell Technology». Компанія, що є Блакитною фішкою, зайнята виробництвом дронів у комерційних цілях і розробляє техніку для уряду США як військовий підрядник. Skell придбав острів зі метою створення центру «World 2.0» для розвитку технологій штучного інтелекту. Ауроа складається з декількох індивідуальних біомів, зокрема морських естуаріїв і водно-болотних угідь, фіордів, хвойних лісів, засніжених гір і чинних вулканів.
Головним антагоністом гри є колишній оперативник загону «Примар» Коул Д. Уокер (Джон Бернтал). Після того, як його команда була вбита під час місії в Болівії, він дійшов висновку, що уряд США не цінує життя своїх солдатів. Приватний військовий підрядник Sentinel захопив острів під керівництвом Уокера, який також має власний загін солдатів.

## Критика
| Агрегатор  | Оцінка                                 |
| ---------- | -------------------------------------- |
| Metacritic | (PC) 58/100 (PS4) 55/100 (XONE) 63/100 |

| Видання                   | Оцінка |
| ------------------------- | ------ |
| Destructoid               | 3/10   |
| Electronic Gaming Monthly | [ 10 ] |
| GameSpot                  | 4/10   |
| IGN                       | 6.0/10 |
| PC Gamer (США)            | 40/100 |

Tom Clancy's Ghost Recon Breakpoint отримала середню або змішану оцінку агрегатора рецензій Metacritic. Гра зазнала критики за дизайн місій, персонажів, діалоги та мікротранзакції.

### Продажі
Версія Tom Clancy's Ghost Recon: Breakpoint для PlayStation 4 була продана в Японії тиражем 54 733 копії протягом першого тижня продажів, що зробило її другим бестселером серед роздрібних відеоігор за тиждень в країні. Через три тижні після виходу гри генеральний директор Ubisoft Ів Гійон заявив, що загальні показники продажів гри були невтішними.